# José Carlos Castillo García-Tudela
José Carlos Castillo García-Tudela (Cartagena, 3 de novembre de 1908 - Sibaté, Cundinamarca, 10 de maig de 1981) fou un futbolista murcià de naixement i català d'adopció de les dècades de 1920 i 1930. Va ser internacional amb la selecció catalana i amb la selecció espanyola.

## Trajectòria

El FC Barcelona, guanyador de la Copa del Rei de futbol de 1928. Drets: Forns (entr.), Mas, Castillo, Llorens, Walter, Guzmán, Carulla i Platko. Asseguts: Piera, Sastre, Samitier, Arocha i Sagi.

Nascut a Cartagena, es traslladà a Lleida als sis mesos d'edat, on es formà futbolísticament. El 5 d'abril de 1926 disputà un partit amistós amb el FC Joventut Republicana enfrontant-se amb el FC Barcelona. El Barça guanyà per 0 a 3, però Castillo realitzà un gran partit i el Barcelona decidí incorporar-lo a la seva plantilla. Debutà amb el FC Barcelona el 29 de juny de 1926 en un partit amistós enfront del FC Terrassa. Romangué al club fins a 1932, essent titular des de 1927, destacant a la temporada 1928-29 on el club guanyà la primera lliga espanyola. Disputà 207 partits i marcà 5 gols.
El 1932 fitxà per l'Atlètic de Madrid on jugà dues temporades i assolí l'ascens a primera divisió. El 1934 fitxà pel CE Sabadell, club amb el qual fou segon al campionat de Catalunya i finalista de la copa espanyola. La següent temporada defensà els colors del Girona FC. En acabar la temporada i coincidint amb el començament de la Guerra Civil espanyola es traslladà a París per jugar al Red Star.
Fou internacional amb la selecció catalana de futbol entre 1927 i 1930. Debutà amb Catalunya el 29 de maig de 1927 en un partit enfront del Swansea FC que guanyaren els britànics per 1 a 2. També disputà un partit amb la selecció espanyola el 26 d'abril de 1931 al Camp de les Corts enfront Irlanda i que acabà amb empat a 1. Un cop retirat s'establí a Colòmbia on exercí d'entrenador a Independiente de Santa Fe.

## Palmarès
- 5 Campionats de Catalunya:
  - 1926-27, 1927-28, 1929-30, 1930-31, 1931-32
- 1 Campionats d'Espanya:
  - 1927-28
- 1 Lliga espanyola:
  - 1928-29
- 1 Copa de Campions:
  - 1927-28